# Эрвин, Гай
Р. Гай Эрвин (англ. R. Guy Erwin) — американский лютеранским религиозный деятель. В 2013 году избран епископом на шестилетний срок в Юго-западном синоде штата Калифорния Евангелическо-лютеранской церкви в Америке (ELCA).
Является первым епископа индейского происхождения (осейджи), избирающимся на этот пост в ELCA. Он также является первым открытым геем-епископом в ELCA, живя в постоянных отношениях с мужчиной в течение 19 лет. Гай Эрвин и Роб Флинн заключили брак в августе 2013 года.

## Биография
В 1980 году получил бакалавра гуманитарных наук в Гарвардском колледже Гарвардского университета. Также получил магистра гуманитарных наук, магистра философии и доктора философии в Йельском университете. В 1993—1999 годах он был лектором по истории церкви в Йельской школе богословия, где преподавал историю западного христианства, а также читал курсы о Мартине Лютере, пиетистам и другим темам. Эрвин возглавляет кафедру лютеранской конфессиональной теологии и является профессором в Калифорнийском лютеранском университете с 2000 года. Рукоположен в пасторы в 2011 году.